# USS LST-42
O USS LST-42 foi um navio de guerra norte-americano da classe LST que operou durante a Segunda Guerra Mundial.